# Như Ý truyện
Như Ý truyện (tiếng Trung: 如懿傳, tiếng Anh: Ruyi's Royal Love in the Palace) là một bộ phim truyền hình dài tập đề tài hậu cung được đầu tư một cách hoành tráng và công phu dựa trên bộ tiểu thuyết Hậu cung Như Ý truyện. Được xem là phần tiếp theo của bộ phim cung đấu nổi tiếng Chân Hoàn truyện, song nhiều chi tiết và cốt truyện của phim lại xa cách, trong khi tiểu thuyết lại gần gũi hơn.
Bộ phim được chuyển thể từ bộ tiểu thuyết tên Hậu cung Như Ý truyện được xuất bản năm 2011 của tác giả Lưu Liễm Tử, và bản thân Lưu Liễm Tử đồng thời cũng là tác giả kiêm biên kịch của Chân Hoàn truyện trước đó. Nội dung dựa trên cuộc đời của Kế Hoàng hậu Ô Lạp Na Lạp thị của Càn Long Đế. Các diễn viên tham gia bộ phim được coi là những tên tuổi lớn, những diễn viên nổi tiếng và thực lực bao gồm: Châu Tấn, Hoắc Kiến Hoa, Trương Quân Ninh, Đổng Khiết, Lý Thấm,... cùng một số diễn viên khách mời danh giá như Trương Phong Nghị, Trần Xung và Ô Quân Mai.
Phim được khởi quay từ 15 tháng 8 năm 2016 và đóng máy ngày 5 tháng 5 năm 2017. Trong quá trình làm hậu kỳ, bộ phim gặp bất lợi từ phía Cục Điện Ảnh Trung Hoa Dân Quốc khi xin giấy phép phát hành, và toàn bộ phim không thể lên sóng theo dự kiến trong suốt gần 2 năm. Sau nhiều quá trình đàm phán và trì trệ, cuối cùng đoàn làm phim đã công bố bộ phim bắt đầu trình chiếu vào ngày 20 tháng 8 năm 2018.

## Giới thiệu
Bộ phim "Như Ý truyện" dựa trên bộ tiểu thuyết chương hồi Hậu cung Như Ý truyện của nhà văn Lưu Liễm Tử. Trước đó, cô rất thành công với việc đồng biên kịch bộ phim Chân Hoàn truyện, một bộ phim cũng được dựa vào bộ tiểu thuyết chương hồi có tên Hậu cung Chân Huyên truyện của cô.
Nguyên tác của bộ tiểu thuyết "Hậu cung Như Ý truyện" được viết sau khi Lưu Liễm Tử hoàn thành cộng tác biên kịch của bộ phim Chân Hoàn truyện. Về cơ bản, Lưu Liễm Tử đã lấy nhân vật Thanh Anh và kết thúc của phim làm cảm hứng mà viết tiếp, thế nhưng lại có nhiều chi tiết không thực sự trực tiếp liên quan. Đây là bởi vì nguyên tác tiểu thuyết "Hậu cung Chân Huyên truyện" vốn là bối cảnh triều đại hư cấu, tác giả khi viết tiếp lại dựa vào phiên bản phim (triều đại của Ung Chính) nhưng cô lại không muốn giống hoàn toàn. Khi "Như Ý truyện" bắt đầu vào giai đoạn bấm máy, Lưu Liễm Tử đảm nhiệm vị trí biên kịch, và cô không muốn phần phim này dính dáng gì phần phim "Chân Hoàn truyện" nên rất nhiều chi tiết liên hệ được đề cập trong tiểu thuyết cũng bị lược bỏ đi.
Tuy nhiên, người hâm mộ của phim vẫn thường gọi "Như Ý truyện" là phần 2 của Chân Hoàn truyện.

## Nội dung chính
Những năm Ung Chính còn tại vị, sau khi bị đánh rớt khỏi buổi tuyển tú của Tam a ca Hoằng Thời, thiếu nữ Ô Lạp Na Lạp Thanh Anh được Tứ a ca Hoằng Lịch quyết định chọn làm Đích Phúc tấn. Tuy nhiên lúc đó, Hi Quý phi - dưỡng mẫu của Hoằng Lịch muốn để Phú Sát Lang Hoa làm Đích Phúc tấn, nhưng Hoằng Lịch không chấp nhận mà chỉ để Lang Hoa làm Trắc Phúc tấn.
Giữa buổi tuyển chọn, Ung Chính đột nhiên tuyên bố Hoàng hậu Ô Lạp Na Lạp thị đã phạm trọng tội nên bị cấm túc vĩnh viễn ở Cảnh Nhân cung. Kết quả, Hoằng Lịch không thể chọn Thanh Anh làm Đích Phúc tấn như đã muốn, sau này Hoằng Lịch cầu xin Ung Chính để Thanh Anh làm Trắc Phúc tấn, đồng thời phong Lang Hoa làm Đích Phúc tấn. Sau khi Ung Chính băng hà, Hoằng Lịch kế vị, tức Càn Long đế, Hi Quý phi trở thành Hoàng thái hậu. Cô ruột thất thế, Thanh Anh ý thức được vị thế của mình nên cố gắng yên ổn sống trong cung, đồng thời đến xin Thái hậu ban cho mình một cái tên mới, ý muốn bắt đầu một cuộc sống mới. Thái hậu chấp thuận, ban cho nàng cái tên Như Ý (如懿).
Nội dung sau đó của câu chuyện xoay quanh những âm mưu, toan tính tranh đấu trong hậu cung, những mối quan hệ của Như Ý và những người đối nghịch như Phú Sát Lang Hoa, Cao Hy Nguyệt, Kim Ngọc Nghiên, Vệ Yến Uyển hoặc đồng minh như Kha Lý Diệp Đặc Hải Lan, Tô Lục Quân, Diệp Hách Na Lạp Ý Hoan, Ba Lâm Mi Nhược và Hàn Hương Kiến. Như Ý từ một phi tần bị đổ cho tội danh làm hại hai vị hoàng tử mà bị đày vào Lãnh cung và từ đó có thể từng bước lên lên ngôi vị Hoàng hậu, nhưng rồi vẫn đi đến kết cục bi thảm. Xuyên suốt câu chuyện là mối tình lâu dài đầy những thăng trầm giữa Càn Long và Như Ý. Kết cục, Như Ý cắt tóc, đốt tranh, buông bỏ tình cảm của mình với Càn Long, sau đó mang bệnh mà ra đi thanh thản.

## Công đoạn sản xuất
Năm 2015, Lưu Liễm Tử hoàn thành 130.000 chữ cho kịch bản của phim. Quá trình quay chụp ảnh của phim dài 8 tháng, từ Bắc Kinh, Nội Mông Cổ đến Chiết Giang cho 3 bối cảnh lớn mà kịch bản yêu cầu. Vì tuyển chọn diễn viên cho phim, đội sản xuất của phim lựa chọn hơn 5000 diễn viên nam nữ, chọn lựa ra 1000 nam nữ diễn viên để phỏng vấn, sau đó mời qua quá trình diễn thử chỉ còn lại khoảng hơn 100 người bao gồm diễn viên chính và phụ cũng như những người thuộc công tác hậu kỳ, sản xuất phim sau này . Đến ngày 5 tháng 5, năm 2017 bộ phim chính thức đóng máy sau 9 tháng quay.
Bộ phim "Như Ý truyện" được đầu tư khoảng 43,3 triệu USD, tương đương hơn 1000 tỉ VNĐ, vì lý do đó mà đại chế tác này được xem là một trong những bộ phim đầu tư lớn nhất, đắt giá nhất của màn ảnh Trung Hoa. Bộ phim này được coi là bom tấn cung đấu, phim truyền hình tiêu biểu bậc nhất năm 2018. Dù bị cắt bớt nhiều tập phim do công tác kiểm duyệt bộ phim này vẫn hấp dẫn người xem qua những đại cảnh hoành tráng, được đầu tư mạnh tay như: cảnh đại tang Ung Chính, cảnh đăng cơ của Càn Long, Cảnh đại tang Hiếu Hiền Hoàng Hậu, đại điển lập Hậu của Như Ý, Mộc Lan vi trường, Nam tuần và Đông tuần,...
Trang phục trong phim được thiết kế bởi Trương Thúc Bình và Trần Hồng Huân, trong đó Trương Thúc Bình đảm nhận duy nhất việc tạo hình cho Ô Lạt Na Lạp Như Ý còn Trần Hồng Huân lo tạo hình cho mọi nhân vật còn lại.

## Phân vai

### Vai chính
- Châu Tấn trong vai Kế hoàng hậu Ô Lạp Na Lạp Như Ý
- Hoắc Kiến Hoa trong vai Càn Long đế Ái Tân Giác La Hoằng Lịch
- Kinh Siêu trong vai Lăng Vân Triệt
- Lý Thuần trong vai Lệnh Ý Hoàng quý phi Vệ Yến Uyển
- Trương Quân Ninh trong vai Du phi Kha Lý Diệp Đặc Hải Lan
- Đổng Khiết trong vai Hiếu Hiền Hoàng hậu Phú Sát Lang Hoa
- Tân Chỉ Lôi trong vai Thục Gia Hoàng quý phi Kim Ngọc Nghiên
- Đồng Dao trong vai Tuệ Hiền Hoàng quý phi Cao Hy Nguyệt

### Vai phụ
Phi tần
- Tăng Nhất Huyên trong vai Thận tần Sách Xước Luân A Nhược
- Hồ Khả trong vai Thuần Huệ Hoàng quý phi Tô Lục Quân
- Hàn Đan Đồng trong vai Nghi tần Hoàng Kỳ Doanh
- Tào Hy Văn trong vai Uyển tần Trần Uyển Nhân
- Hà Hoằng San trong vai Mai tần Bạch Nhị Cơ
- Vu Dương trong vai Khánh phi Lục Mộc Bình
- Trần Hạo Vũ trong vai Thư phi Diệp Hách Na Lạp Ý Hoan
- Lưu Mỹ Đồng trong vai Khác tần Bái Nhĩ Cát Tư thị
- Trương Giai Ninh trong vai Dĩnh phi Ba Lâm Mi Nhược
- Triệu Kha trong vai Dự phi Bát Nhĩ Tề Cát Đặc Ách Âm Châu
- Lý Thấm trong vai Dung phi Hàn Hương Kiến

Hoàng thất
- Trương Phong Nghị trong vai Ung Chính đế Ái Tân Giác La Dận Chân
- Ô Quân Mai trong vai Sùng Khánh Hoàng Thái hậu Nữu Hỗ Lộc thị
- Trần Xung trong vai Hoàng hậu Ô Lạt Na Lạp thị
- Diệp Khải Văn, Vương Giản Đồng, Đinh Kiều trong vai Định An Thân vương Vĩnh Hoàng
- Vu Nghiêu trong vai Đoan Tuệ Hoàng Thái tử Vĩnh Liễn
- Ngô Vũ Giác, Quan Tuyết Doanh trong vai Cố Luân Hòa Kính Công chúa Ái Tân Giác La Cảnh Sắt
- Lưu Trạch Vũ, Trình Tinh Nguyên trong vai Tuần Quận vương Vĩnh Chương
- Vinh Tử Sam, Hồ Tiên Hú, An Kiệt trong vai Ái Tân Giác La Vĩnh Thành
- Vũ Trạch Cẩm Hy, Biên Trình, Khuất Sở Tiêu trong vai Vinh Thân vương Vĩnh Kỳ
- Ngô Thiến trong vai Hồ Vân Giác
- Lâm Tĩnh Hi, Diệp Thịnh Đồng, Từ Lăng Thần trong vai Ái Tân Giác La Vĩnh Cơ
- Lâm Tịnh Di trong vai Cố Luân Hòa Nghi Công chúa Ái Tân Giác La Cảnh Hủy
- Kim Tử Kỳ trong vai Cố Luân Hòa Tĩnh Công chúa Ái Tân Giác La Cảnh Ngoạn
- Mạnh Triệu Trọng trong vai Triệu Cửu Tiêu
- Trần Tuyết Đào trong vai Gia Khánh đế Ái Tân Giác La Vĩnh Diễm
- Tuyên Lộ trong vai Đoan Thục Trưởng Công chúa Hằng Sước
- Vương Hạc Nhuận trong vai Hằng Đề Công chúa

Nô tài
- Viên Văn Khang trong vai Giang Dữ Bân
- Vương Toàn Hữu trong vai Tề Nhữ
- Quách Hồng trong vai Phúc Già
- Hoàng Hựu Minh trong vai Lý Ngọc
- Cung Tiểu Huyên trong vai Dục Hồ
- Hồ Minh trong vai Vương Khâm
- Tưởng Tuyết Minh trong vai Tiến Trung
- Trương Cử Cử trong vai Tiến Bảo
- Lý Kỳ trong vai Tam Bảo
- Trần Tiểu Vân trong vai Nhị Tâm
- Tề Hoan trong vai Dung Bội
- Lưu Giai trong vai Diệp Tâm
- Mẫn Xuân Hiểu trong vai Tố Luyện
- Mã Ba trong vai Triệu Nhất Thái
- Hoàng Thiến Hạnh trong vai Mạt Tâm
- Lý Mộng Dương trong vai Tinh Tuyền
- Lưu Tử Khải trong vai Tiền Song Hỉ
- Trương Hoan Hoan trong vai Tư Vân
- Quách Viện Viện trong vai Trinh Thục
- Hạ Nam trong vai Lệ Tâm
- Vương Thuần trong vai Xuân Thiền
- Trầm Mộc Dịch trong vai Vương Thiềm
- Dương Liễu trong vai Lan Thúy
- Dương Dương trong vai Tiểu Lộc Tử
- Trang Tô trong vai Tiểu An Tử

### Nhân vật khác
- Dư Thiếu Quần trong vai An Cát Đại sư
- Steven Thomas Boergadine trong vai Lăng Thế Ninh
- Từ Mỹ Linh trong vai Cát tần
- Tô Hiểu Lợi trong vai Na Nhĩ Bố Phu nhân
- Thái Văn Diễm trong vai Phú Sát Phu nhân
- Vương Vĩ trong vai Tát Khác Đặc Mậu Thiến
- Điền Miểu trong vai Điền lão lão
- Mạnh Tú trong vai Vệ Dương thị
- Hứa Hiểu Vũ trong vai Vệ Tá Lộc
- Tống Gia Đằng trong vai Kha Lý Diệp Đặc Trát Tề
- Trương Dư Hi trong vai Thủy Linh Lung

## Đánh giá
Là bộ phim sau Chân Hoàn truyện, bản thân "Như Ý truyện" được kỳ vọng cao do dàn diễn viên kì cựu, đạo diễn danh tiếng và sự đầu tư lớn. Căn cứ Bắc Kinh vãn báo (北京晚报), bộ phim có phong cách hoàn toàn khác với Chân Hoàn truyện dù là cùng một tác giả, ở bộ phim này từ nữ chính đến vai phụ đều có những mặt tối trong chỉnh thể bản thân, không ai hoàn toàn quá mức thuần khiết, mà cũng không ai hoàn toàn đáng trách.
Bởi vì là một bộ phim về cung đấu, dĩ nhiên hình tượng nhân vật lịch sử cũng được viết theo cách nhìn của tác giả. Đó cũng là nguyên nhân tiểu thuyết cùng phim đều đặt tên cho nhân vật, để tách bạch thực tế và nhân vật trong tác phẩm, tuy nhiên vẫn có những nhân vật thuộc phạm trù không thể thay đổi, có một số thứ tuy trong tiểu thuyết là chấp nhận được nhưng khi lên phim thì không thể không thay đổi. Ví dụ trong phim thì Hiếu Nghi Thuần Hoàng hậu Ngụy Giai thị cùng Hiếu Hiền Thuần Hoàng hậu Phú Sát thị đều thể hiện những "Cái ác" mà lịch sử không ghi lại, hoặc ghi lại khác hẳn. Do đó, Hiếu Hiền Thuần Hoàng hậu - tức nhân vật Lang Hoa trong phim - đã được thiết kế giảm đi rất nhiều nếu so với tiểu thuyết, và Ngụy Giai thị phải đổi thành họ Vệ (Họ Vệ trong tiếng Trung đồng âm 'Wei' với Ngụy), phong hiệu cũng đổi chữ dù phát âm giống.
Về chi tiết lịch sử, phim ảnh cùng tiểu thuyết không phải tư liệu lịch sử, bản thân đoàn làm phim cũng không chắc nịch sẽ làm theo đúng nhất, cho nên sự chuẩn xác về nhân vật và bối cảnh của phim so với thời Càn Long cũng rất có hạn chế. Ngoại trừ những điểm không phù hợp thời đại của trang phục đã được chính đoàn làm phim tự nhận, hoặc các nhà chuyên môn Mãn Thanh cung đình chỉ ra, thì những cái "Ghi chú" ở dưới từng nhân vật trong bài Wikipedia này và của Hậu cung Như Ý truyện đã chỉ điểm ra rất rõ những hạn chế về lai lịch nhân vật, đâu là thực tế và đâu là tác giả thêm thắt vì mục đích tiến triển nội dung cho phim. Nhìn nhận ở góc độ nghệ thuật, "Như Ý truyện" hoàn toàn đáng theo dõi, nhưng cũng vì quá thích thú cùng tâm đắc nội dung của phim mà không ít khán giả lẫn lộn giữa "Nhân vật của phim" và "Nhân vật lịch sử", và đây không phải là lỗi của đoàn phim mà là chính bản thân khán giả cần biết giới hạn.

## Âm nhạc
| STT | Nhan đề                                           | Phổ lời                     | Phổ nhạc               | Thể hiện                     | Thời lượng |
| --- | ------------------------------------------------- | --------------------------- | ---------------------- | ---------------------------- | ---------- |
| 1.  | "「Song ảnh; 雙影」" (Nhạc chủ đề)                | Dịch Gia Dương              | Đinh Uy, Lý Chấn Quyền | Lâm Ức Liên, Trương Huệ Muội | 04:36      |
| 2.  | "「Trầm hương lưu niên; 沉香流年」" (Nhạc mở đầu) | Dịch Mính, Vương Diệu Quang | Vương Diệu Quang       | Lôi Giai                     | 04:08      |
| 3.  | "「Mai hương như cố; 梅香如故」" (Nhạc kết thúc)  | Lữ Cảnh Á                   | Trần Thi Mục           | Mao Bất Dịch, Châu Thâm      | 04:01      |

## Phát sóng tại Việt Nam
Đây là một danh sách chưa hoàn tất, và có thể sẽ không bao giờ thỏa mãn yêu cầu hoàn tất. Bạn có thể đóng góp bằng cách mở rộng nó bằng các thông tin đáng tin cậy.
| Tên kênh                                     | Giờ phát sóng                   | Thời gian phát sóng (theo ngày)                                                      | Ghi chú         |
| -------------------------------------------- | ------------------------------- | ------------------------------------------------------------------------------------ | --------------- |
| HTV7                                         | 13:00 - Thứ Hai đến thứ Bảy     | 1 tháng 9 năm 2018 - 3 tháng 11 năm 2018                                             | Lồng tiếng Việt |
| VTVCab7 - Vie DRAMAS                         | 19:00 hằng ngày                 | 23 tháng 3 năm 2019 - 17 tháng 6 năm 2019                                            | Lồng tiếng Việt |
| H1 - Đài Phát thanh - Truyền hình Hà Nội     | 13:00 hằng ngày 20:50 hằng ngày | 26 tháng 3 năm 2019 - 20 tháng 6 năm 2019 23 tháng 10 năm 2021 - 29 tháng 1 năm 2022 | Thuyết minh     |
| THP - Đài Phát thanh - Truyền hình Hải Phòng | 21:45 hằng ngày                 | 10 tháng 8 năm 2020 - 6 tháng 11 năm 2020                                            | Thuyết minh     |
| SCTV Phim Tổng Hợp                           | 20:00 hằng ngày                 | 3 tháng 8 năm 2020                                                                   | Lồng tiếng Việt |